# Luna de sangre
Luna de sangre és una pel·lícula dramàtica espanyola del 1952, la tercera dirigida per Francesc Rovira Beleta, amb un argument basat en La familia de Alvareda de Fernán Caballero ambientada en la guerra del francès, i protagonitzada per Paquita Rico i Paco Rabal. En el guió de Manuel Saló i Rafael J. Salvia es prioritza la força del caràcter dels personatges i reflectir els costums andalusos per sobre de l'argument.

## Sinopsi
Arcos de la Frontera durant la guerra del francès. Ventura és un jove del poble que va a casar-se amb la seva promesa, Elvira Alvareda, però assassina un oficial francès i es veu obligat a amagar-se a les muntanyes. Uns anys més tard torna a la seva llar i torna a tenir relacions amb la seva promesa Elvira, però s'enamora de Rita, la dona del seu futur cunyat, Pedro Alvareda. Ventura, que ja té un caràcter embrutit, intenta violar Rita i és mort per Pedro. Ara Pedro serà qui hagi d'amagar-se a la muntanya.

## Repartiment
- Paquita Rico... 	Rita
- Francisco Rabal... 	Pedro Alvareda
- Isabel de Pomés... 	Elvira Alvareda
- Juan Manuel Soriano... Ventura Hurtado
- Ángela Liaño ... 	Ana, mare de Pedro
- Modesto Cid ... 	Pablo, pare de Ventura

## Premis
La pel·lícula va aconseguir un premi econòmic de 100.000 ptes, als premis del Sindicat Nacional de l'Espectacle de 1951.